# Hydrobudowa

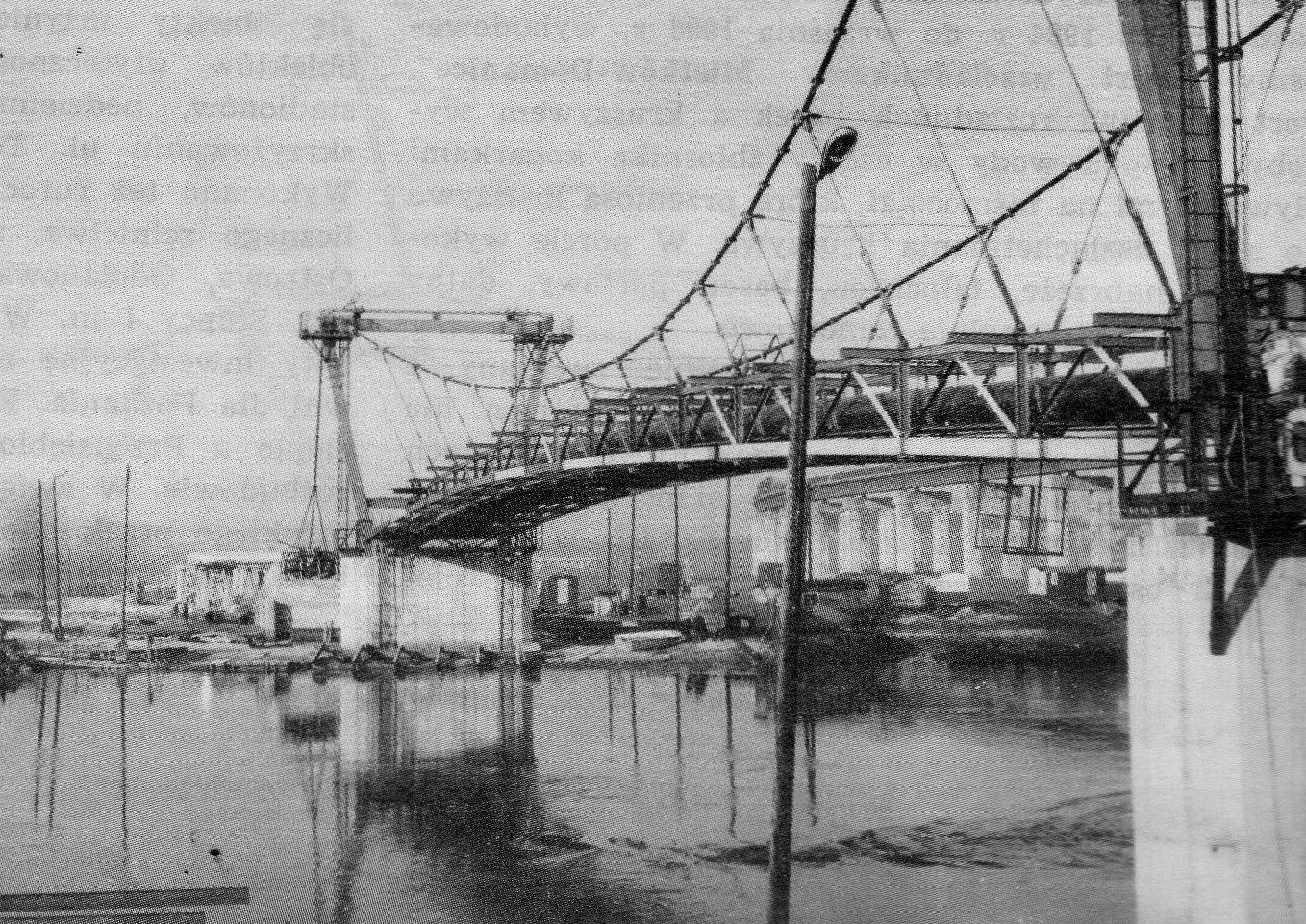
Most rurowy przez Wartę w Poznaniu (Karolin)

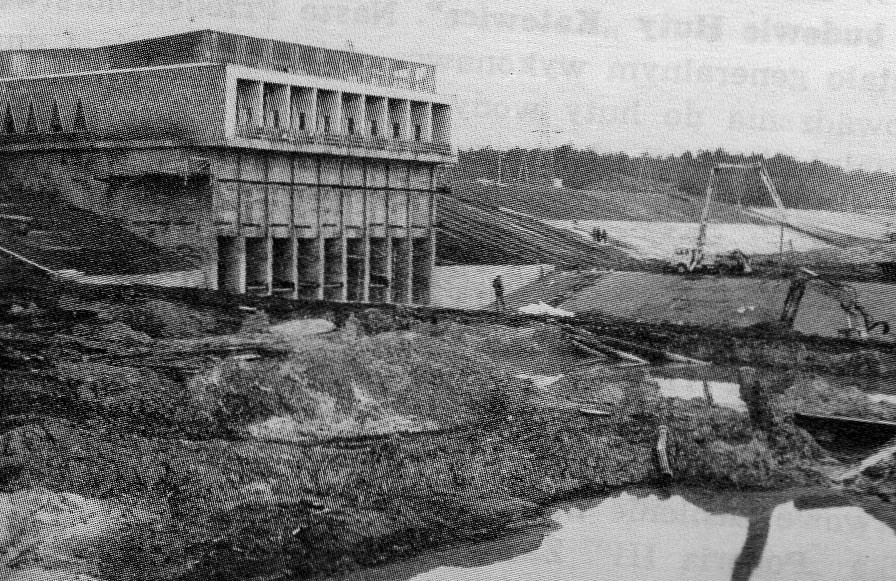
Pompownia Dziećkowice I

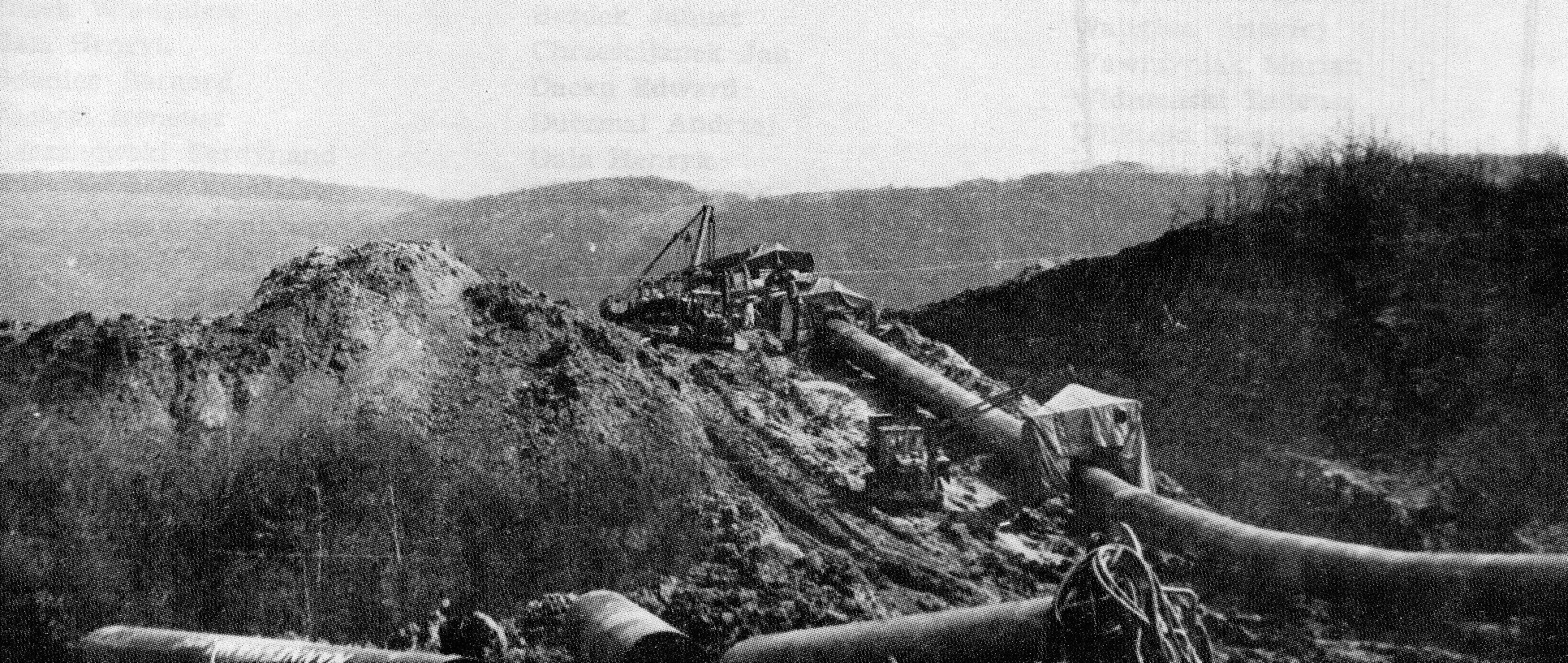
Gazociąg Urengoj – Użhorod

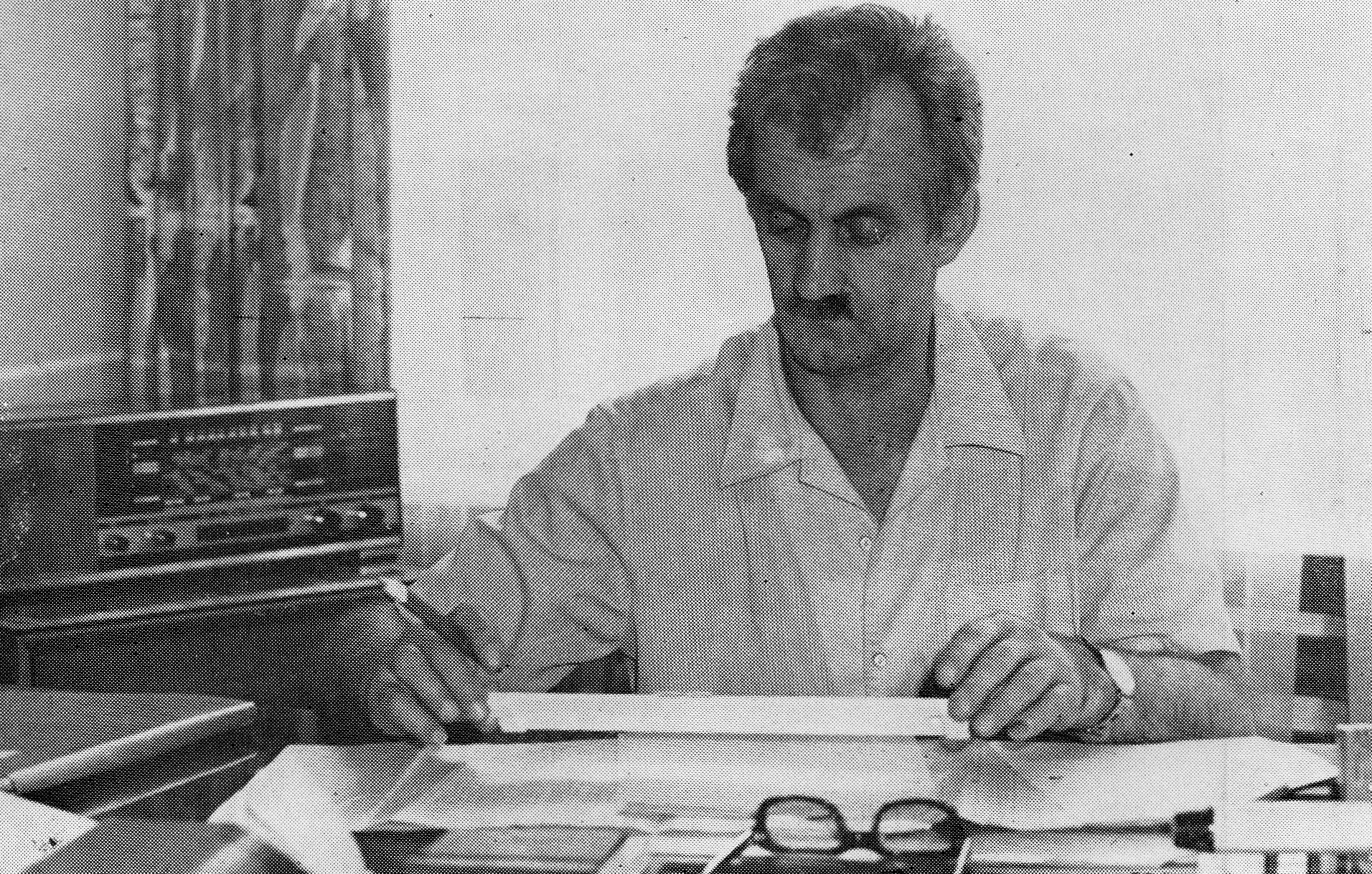
Edward Pindur – dyrektor przedsiębiorstwa w latach 70. XX w.

Hydrobudowa – krajowa korporacja przedsiębiorstw budowlanych, powstała w okresie PRL w Polsce.

## Okres PRL
W ramach grupy funkcjonowały m.in.:
- Państwowe Przedsiębiorstwo Robót Komunikacyjnych nr 3 – Roboty Wodne (rok zał. 1949), działająca następnie w Nowym Dworze Mazowieckim jako Hydrobudowa – 1[1][2].
- Katowickie Zjednoczenie Wodno-Inżynieryjne Budownictwa Przemysłowego (rok zał. 1951) od 1958 roku działało jako Hydrobudowa – 3, a następnie od 1978 roku jako Hydrobudowa Śląsk – 1. W 1991 przekształcono przedsiębiorstwo w spółkę Hydrobudowa Śląsk SA, która w 2007 weszła w skład Hydrobudowy Polska SA[3].
- Państwowe Przedsiębiorstwo Budowlane „Hydrotrest” O/III Gdańsk (rok zał. 1949) w roku 1962 przyjęło nazwę Przedsiębiorstwo Budownictwa Inżynieryjno-Morskiego Hydrobudowa – 4 w Gdańsku; po kolejnych zmianach przekształcona w spółkę akcyjną Hydrobudowa SA (1991; od 1999 roku działająca jako Hydrobudowa Gdańsk SA)[4]. W 2015 spółka złożyła wniosek o upadłość likwidacyjną[5].
- Hydrobudowa 6 z siedzibą w Warszawie. W 2013 roku wchłonięta przez jedną ze spółek grupy Bilfinger[6].
- Hydrobudowa 7 (rok zał. 1953, z siedzibą w Poznaniu, przemianowana na Energopol-7, a następnie na Maxer SA). Przedsiębiorstwo szybko wyemancypowało się z sieci Hydrobudowy i zostało przemianowane na „Energopol-7” ze względu na fakt wkroczenia na światowe rynki budowlane. „Energopol-7” budował dużej skali obiekty wodno-lądowe w takich krajach jak: ZSRR czy państwa Bliskiego Wschodu, jak np. Irak czy Jordania. W krótkim czasie stał się jednym z najprężniej działających przedsiębiorstw budowlanych w kraju[potrzebny przypis]. Siedziba przedsiębiorstwa mieściła się przy ulicy Sienkiewicza w Poznaniu.
- Zjednoczenie Robót Inżynieryjnych Budownictwa Miejskiego w Poznaniu (rok zał. 1953), działające od 1991 roku jako Hydrobudowa 9 Przedsiębiorstwo Inżynieryjno-Budowlane Sp. z o.o., a od 2009 roku jako Hydrobudowa 9 SA[3]
- Włocławskie Przedsiębiorstwo Budownictwa Wodno-Inżynieryjnego Hydrobudowa 11 (rok zał. 1967), przekształcona w 1992 w Hydrobudowę Włocławek SA, włączoną następnie w 2007 roku do Hydrobudowy Polska SA[3].
- Hydrobudowa 11 – przedsiębiorstwo państwowe powstałe w 1975 roku w Szczecinie w oparciu o działy budownictwa portowego w Szczecinie i Świnoujściu. Przekształcone następnie w Przedsiębiorstwo Morskiego Budownictwa Hydrotechnicznego Energopol – 5, od 1990 roku działające jako Energopol Szczecin[7].
- Hydrobudowa Wrocław.

## Realizacje

### Polska
- odbudowa pochylni Wulkan, Stocznia Szczecińska,
- zbiornik Elektrowni Turów na rzece Witce (zbiornik Niedów),
- zbiornik w Przeczycach (Czarna Przemsza),
- zapora w Więcmierzycach (Nysa Kłodzka),
- Konińsko-Tureckie Zagłębie Węglowe (prace wodno-inżynieryjne i rurociągowe),
- Legnicko-Głogowski Okręg Miedziowy (prace wodno-inżynieryjne i rurociągowe),
- oczyszczalnie ścieków: Głogów, Lubin, Polkowice, Legnica, Słupca, Koło, Turek, Piotrków Trybunalski, Wola Krzysztoporska, Strzemieszyce, Jastrzębie-Zdrój, Huta Katowice,
- regulacja koryta Warty w centrum Poznania,
- kolektory sanitarne i deszczowe: Poznań, Głogów, Lubin, Legnica, Tychy, Konin, Strzemieszyce,
- magistrale ciepłownicze: Poznań, Głogów, Lubin, Legnica, Konin, Gliwice,
- kanał Nysy Kłodzkiej do rzeki Oławy na potrzeby Wrocławia,
- zbiornik w Gołuchowie (Trzemna),
- zbiornik w Głębinowie (Nysa Kłodzka),
- ropociąg Przyjaźń II,
- ropociąg północny[potrzebny przypis],
- wodociąg Sulejów – Łódź,
- Huta Katowice (ujęcie i doprowadzenie wody, wraz ze zbiornikami Łosień i Dziećkowice),
- zbiornik Słup (Nysa Szalona),
- kanał dolny stopnia wodnego Dwory na Wiśle koło Oświęcimia,
- zbiorniki wodne: Mietków (Bystrzyca), Jeziorsko (Warta), Dobromierz (Strzegomka), Łąka (Pszczynka), Bukówka (Bóbr),
- wodociąg grupowy Dziećkowice,
- wodociąg Świebodzice – Bolesławice Świdnickie,
- Legnicko-Głogowski Okręg Miedziowy (rurociąg magistralny z Przybkowa).

### Zagranica
- Austria: gazociąg Trans-Austria-Gasleitung, część liniowa (120 km), 1973,
- ZSRR: gazociąg Sojuz z Orenburga do zachodniej granicy ZSRR, część liniowa (409 km), 1975–1978,
- Irak: zapora Basrah na kanale Shatt Al-Basrah, śluza – 100 m, szerokość 16,5 m, jaz siedmioprzęsłowy, 1976–1982,
- Irak: gazociąg i ropociąg nad kanałem Shatt al Basrah, 10 km, 1978–1981,
- ZSRR (obecnie Ukraina): 7 stacji kompresorowych na gazociągu Pietrowsk – Nowopskow, 1980–1981,
- ZSRR: gazociąg Urengoj – Użhorod, fragment – 91,2 km, 1983–1984,
- ZSRR: gazociąg Kursk – Kijów, 120 km, 1984–1985,
- ZSRR (obecnie Ukraina): gazociąg Bohorodczany, 19,4 km, 1985–1986,
- Czechosłowacja: roboty kafarowe na jeziorze Libčice, 1986–1987,
- ZSRR: gazociąg Jamburg (Progress), część liniowa, 170 km, 1986–1988[8].

## Po 1989

### Hydrobudowa Polska (Poznań)
Spółka HYDROBUDOWA POLSKA S.A. (HBP) z siedzibą w Przeźmierowie koło Poznania powstała w 2007 roku wyniku połączenia dwóch przedsiębiorstw z kilkudziesięcioletnim doświadczeniem: Hydrobudowy Włocławek S.A. (HBW) oraz Hydrobudowy Śląsk S.A. (HBŚ). Okresowo sponsor Lecha Poznań. Przedsiębiorstwo było również jednym z modernizatorów stadionu przy ulicy Bułgarskiej w Poznaniu oraz liderem konsorcjum budującego w Gdańsku stadion PGE Arena i Trasę Słowackiego.
Do 2012 funkcjonowała w ramach grupy PBG. We wrześniu 2012 sąd ogłosił upadłość spółki. Jako rynkowy powód podaje się wycofanie kredytu przez Pekao.